# خوسيه إيغناسيو غونزاليس
خوسيه إغناثيو غونزاليس (بالإسبانية: José Ignacio González Catalán)‏ (2 ديسمبر 1989 بسانتياغو في تشيلي - ) هو لاعب كرة قدم تشيلي في مركز حراسة المرمى. لعب مع إيفرتون دي فينا ديل مار وكولو-كولو وبويرتو مونت ‏ وDeportes Copiapó ‏ وColo-Colo B ‏.

## وصلات خارجية
- خوسيه إيغناسيو غونزاليس على موقع قاعدة بيانات كرة القدم.إي يو (الإنجليزية)
- خوسيه إيغناسيو غونزاليس على موقع Soccerway.com (الإنجليزية)
- خوسيه إيغناسيو غونزاليس على موقع AS.com (الإسبانية)